# 브뤼셀 그리펀

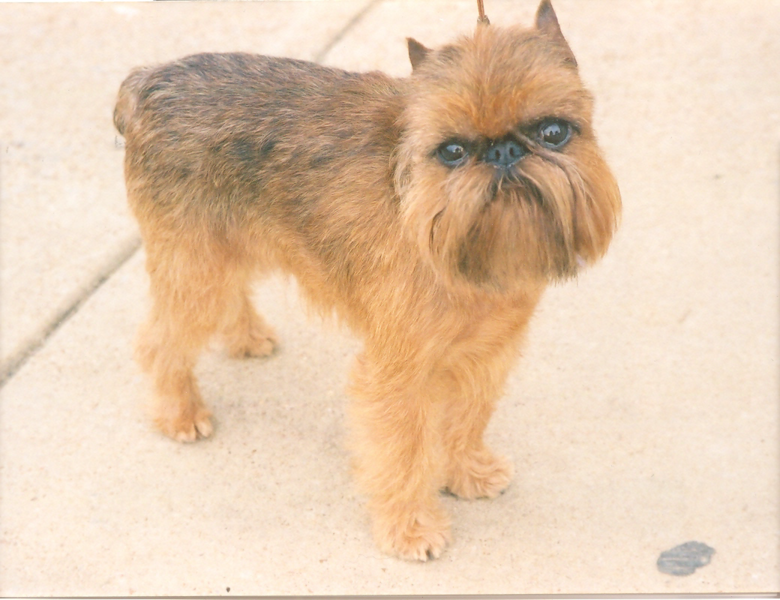
브뤼셀 그리펀

브뤼셀 그리펀(Brussels Griffon, Griffon Bruxellois)은 독일 원산으로 17세기 아펜핀셔와 벨기에 토착견의 교배로 탄생하였다. 그 후 퍼그와의 교배로 더욱 개량되었는데, 벨기에의 역대 왕실에서 이 개를 사랑하였다. 어깨높이 18~20cm, 몸무게 3.5~5kg이다. 입 주위에 수염 같은 긴 털이 자라고 몸집은 작지만 다부지고 행동이 민첩하다. 성격은 밝고 호기심이 강하며, 머리가 위를 향하고 있어 자신감이 넘쳐 보인다. 털빛은 붉은빛이 도는 갈색과 검은색 등이다.